# Forn del coll de Gleieta
El forn del coll de Glaieta és un forn de calç de Sant Pere de Ribes (Garraf) protegit com a bé cultural d'interès local.

## Descripció
Situat als voltants del Coll de Gleieta.
Estructura arquitectònica amb murs de maçoneria, de planta circular. En resten algunes parts dels murs, parcialment coberts per la vegetació circumdant.